# Транскаспийский транспортный маршрут
Транскаспийский международный транспортный маршрут (ТМТМ или Middle Corridor, Средний коридор, Срединный коридор) — международный транспортный коридор, который пролегает через Китай, Казахстан, акваторию Каспийского моря, Азербайджан, Грузию и далее в Турцию и страны Европы. Маршрут также развивает международный проект «Пояс и путь», который является возрождением великого шёлкового пути в современных реалиях.

## Характеристики
Маршрут: Китай (от порта Ляньюньган через Сиань в Урумчи) — Казахстан (от сухих портов Хоргос и Достык до портов Актау и Курык) — Азербайджан (порт Алят) — Грузия (Тбилиси). Далее от Тбилиси маршрут возможен до грузинского порта Поти и через Черное море вглубь Европы, либо продолжаться от Тбилиси по БТК в Турцию (Карс, Измит, Мерсин, Черкезкой) и достичь страны Европы.
По маршруту осуществляются контейнерные перевозки. Задействован железнодорожный и морской транспорт (по акватории Каспийского моря).
Пропускная способность — 10 млн тонн груза в год, в том числе до 200 тыс. контейнеров.
Поезда отправляются три раза в неделю. Средний срок прохождения маршрута по сухопутному участку — 12-15 дней. От станции Алтынколь до Апшерона (Баку) — 9 дней, до Поти или Батуми — 12 дней, до Констанцы — 22 дня.

## Деятельность
Открыт в 2017 году. Запущено три контейнерных поезда: Шихези (Китай) — Кишлы (Азербайджан), Ляньюньган (Китай) — Стамбул (Турция), Черноморск (Украина) — Достык (Казахстан).
По маршруту на 2021 год транспортируются продукция нефтехимии, черные и цветные металлы, уголь, ферросплавы, продукция сельского хозяйства. Осуществляется контейнерная перевозка грузов.
| Год  | тыс. TEU-контейнеров | млн тонн |
| ---- | -------------------- | -------- |
| 2017 | 9,0                  | 1,3      |
| 2018 | 15,2                 | 1,0      |
| 2019 | 26,0                 | 0,8      |
| 2020 | 21,0                 | 0,8      |
| 2021 | 25,2                 | 0,6      |
| 2022 | 33,6                 | 1,5      |
| 2023 | 20,2                 | 2,7      |
| 2024 | 56,5                 | 3,3      |

За период с 2017 по 2020 год перевезено 3,9 млн тонн грузов.
В мае 2022 года по отправилась первая партия груза из Китая в Финляндию.
16 декабря 2022 года Узбекистан отправил первую партию груза в Европу через транскаспийский маршрут. Поезд из 46-ти вагонов и 91-го контейнера отправился в Болгарский порт Бургас с грузом медного концентрата Алмалыкского горно-металлургического комбината.
В ноябре 2023 года в порт Актау принял два новых танкера Taraz и Liwa для перевозки нефти по маршруту.
С 2022 года, после нарушения торговых маршрутов, вызванных российским вторжением на Украину, а позже нападениями хуситов в Красном море, показатели маршрута повысились.
В октября 2023 года, на площадке форума Silk Road в Тбилиси, между Грузией, Казахстаном и Азербайджаном было подписано соглашение о создании единой совместной железнодорожной компании «Middle Corridor Multimodal Ltd», которая призвана повысить эффективность транзитных перевозок из Китая в Европу и Турцию. Совместная компания позволяет обслуживать клиентов по принципу «одного окна» и гарантировать сроки доставки грузов.
В мае 2024 года казахстанская KTZ Express и сингапурская Global DTC объявили о запуске проекта создания цифрового коридора на Транскаспийском маршруте, путём внедрения соответствующих систем. Система Tez Customs, позволяет осуществлять таможенное оформление грузов в электронном виде, что не только ускоряет процесс перевозки и снижает возможные ошибки, но и снижает издержки компаний-отправителей. Система Digital Trade Corridor (DTC) предоставляет возможность отслеживать местонахождение груза в режиме реального времени, его таможенный статус и обновлять информацию о сопроводительных документах. Также в мае закончились работы по модернизации линии Баку — Тбилиси — Карс, которая являет ответвлением ТМТМ. После открытия этот участок увеличил пропускную способность до 5 млн тонн.
За 8 месяцев 2024 года по коридору транзитом проехало 200 поездов.
24 ноября 2024 года по маршруту впервые отправлен поезд из Баку в Китай (Сиань).
4 марта 2025 года в состав ассоциации в качестве ассоциированных членов были приняты компании Xian Free Trade Port (Китай), Poti Trans Terminals (Казахстан) и UZ Cargo Poland (Польша).
14 марта 2025 года президент Косым-Жомарт Токаев поручил правительству приступить к строительству автодороги от Астаны к Транскаспийскому маршруту; и сообщил, что новая магистраль сократит путь между центральными и западными регионами страны на 560 км.
В августе 2025 года время доставки грузов из Китая (Чэнду) в Турцию (Карс) по коридору сократилось до 15 дней.

## Ассоциация и её участники
7 ноября 2013 года подписано Соглашение об учреждении координационного комитета по развитию транскаспийского международного транспортного маршрута. В состав комитета входят АО «Грузинская железная дорога», АО «НК „Актауский международный морской торговый порт“», АО «НК „Қазақстан темір жолы“», ЗАО «Азербайджанские железные дороги», ЗАО «Азербайджанское Каспийское Морское Пароходство», ЗАО «Бакинский международный морской торговый порт», ООО «Батумский морской порт». 
В Китае также на высшем уровне поддерживают логистические маршруты через страны Центральной Азии, в том числе Транскаспийский транспортный маршрут.
В рамках маршрута создана ассоциация «Транскаспийский международный транспортный маршрут», в состав которой вошли ведущие предприятия в сфере морских и железнодорожных перевозок стран-участниц.
Учредители
- ЗАО «Азербайджанские железные дороги» (Азербайджан)
- ЗАО «Азербайджанское Каспийское Морское Пароходство» (Азербайджан)
- АО «НК Актауский международный морской торговый порт» (Казахстан)
- ЗАО «Бакинский международный морской торговый порт» (Азербайджан)
- ООО «Батумский морской порт» (Грузия)
- АО «Грузинская железная дорога» (Грузия)
- АО «НК „Қазақстан темір жолы“» (Казахстан)

Постоянные члены
- ЗАО «Азербайджанские железные дороги» (Азербайджан)
- ЗАО «Азербайджанское Каспийское Морское Пароходство» (Азербайджан)
- АО «НК „Актауский международный морской торговый порт“» (Казахстан)
- ЗАО «Бакинский международный морской торговый порт» (Азербайджан)
- АО «Грузинская железная дорога» (Грузия)
- АО «НК „Қазақстан темір жолы“» (Казахстан)
- АО «TCDD Transportation» (Турция)
- АО «Укрзализныця» (Украина)

Ассоциированные члены
- ООО «Батумский морской порт» (Грузия)
- ООО «ПКП Металлургическая Ширококолейная Дорога» (Польша)
- ТОО «Порт Курык» (Казахстан)[29]
- Lianyungang Port Holdings Group (Китай)
- Xi’an Continental Bridge International Logistics Co., Ltd. (Китай)
- Grampet Group (Румыния)
- ТОО «Исткомтранс» (Казахстан)
- ТОО «НМСК „Казмортрансфлот“» (Казахстан)
- ООО «Anaklia Development Consortium» (Грузия)
- АО «Каскор-Транссервис» (Казахстан, с 2019)
- АО «Астық Транс» (Казахстан, с 2019)

С 2021 года Узбекистан вступил в качестве ассоциированного члена.